# Подсознание
Подсозна́ние (англ. subconscious) — область психики человека, находящаяся вне его осознания и, соответственно, без возможности контроля.
Термин был введён в науку в 1889 году Пьером Жане в рамках его философской диссертации.

## История
Термин «подсознание» использовался в ранних работах австрийского психиатра Зигмунда Фрейда на тему психоанализа, но со временем он был заменён термином «бессознательное» (англ. the unconscious), предназначавшимся, в основном, для обозначения области вытесненного содержания. Последователи Фрейда (например, Жак Лакан) полностью отказались от использования терминов с приставками «над-» и «под-» при описании психической жизни.
Вскоре появилось новое понятие «неосознаваемое» (англ. nonconscious), которое используется как условный синоним бессознательного, но характеризует автоматические (в том числе рефлекторные) действия, не контролируемые сознанием (И. П. Павлов и Д. Н. Узнадзе).
Первая глава книги Карла Густава Юнга «Человек и его символы» была неверно переведена на русский язык как «К вопросу о подсознании», из-за чего в русскоязычной среде сложилось мнение, что «Карл Густав Юнг вновь обратился к термину подсознание».
Ранее термин «подсознание» использовался в когнитивной психологии для обозначения области кратковременной памяти, куда головной мозг записывает автоматические мысли. В этом случае мозг не тратит много времени на повторное, медленное обдумывание данной мысли, а принимает решение мгновенно, исходя из ранее записанного алгоритма. Такая автоматизация мыслей может быть полезной, когда требуется быстро принять решение, но вредной, если автоматизируется неправильная или нелогичная мысль. Поэтому одной из задач когнитивной психотерапии является распознавание таких автоматических мыслей, их возвращение из кратковременной памяти в долговременную память с последующим удалением неверных суждений и перезаписью их корректными контраргументами.